# Murwillumbah
Murwillumbah è una città australiana all'estremo nordest del Nuovo Galles del Sud nel Tweed Shire, sul fiume Tweed. Sita ai piedi dei monti McPherson nel vulcano Tweed, dista 848 km a nordest da Sydney, 13 km a sud del confine con il Queensland e a 132 km a sud di Brisbane.
Il suo nome è spesso abbreviato in M'bah o Murbah. Nel 2016 Murwillumbah aveva una popolazione di 9 245 abitanti. Molti dei suoi edifici sono in stile Art déco; nella città vi sono café, negozi di abbigliamento e negozi antiquari.

## Storia

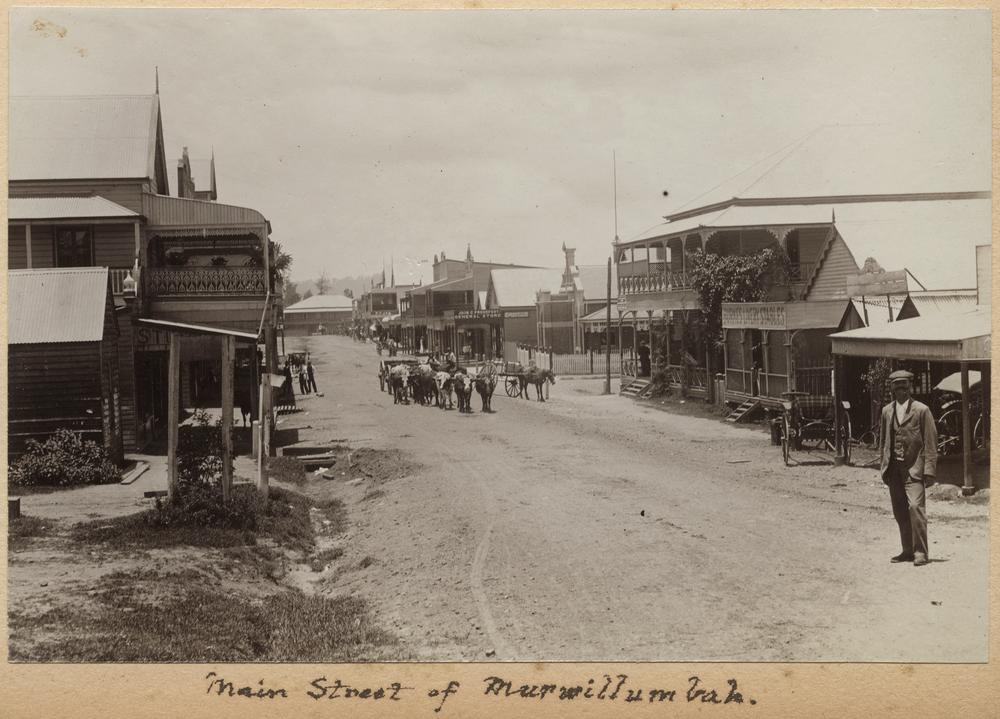
La via principale di Murwillumbah verso il 1905

I primi abitanti che vivevano nella zona erano i Galibal. La denominazione Murwillumbah potrebbe derivare da un'espressione aborigena che significa sia "luogo di accampamento" – da murrie, che significa "popolo aborigeno", wolli, cioè "un campo", e bah, ovvero "luogo" – o alternativamente per murra, "grande", willum, "opossum", e bah. Il vicino monte Warning e l'omonimo Parco Nazionale sono noti come Wollumbin, cioè "acchiappa nuvole", nel linguaggio Bundjalung.
I boscaioli furono attratti nella regione negli anni 1840. Il porto fluviale a Tumbulgum fu inizialmente l'insediamento principale. Nel 1902, fu dichiarata la municipalità del governo locale, con il suo centro Murwillumbah.
Gran parte delle attività della città furono distrutte da un incendio nel 1907.
Nel 1918 un iniziale blocco di 18 lotti di terreno furono posti pubblicamente in vendita e altri 200 nel settembre 1920. La terra era circondata dal fiume Tweed e dalla strada a est, da Condong Street a nord, da Riverview Street a ovest e da Elizabeth Street a sud. La suddivisione fu venduta come parte del patrimonio di Denis Hartigan. Nel dicembre 1923, "Bray Estate", composta da 9 fattorie e fabbricati rurali fu posta all'asta da A. E. Budd & Son.
A Murwillumbah ebbe luogo nel 1978 la più grossa rapina bancaria dell'Australia, quando furono rubati $1,7 milioni in contanti dal caveau della Banca del Nuovo Galles del Sud dalla "gang del trapano magnetico". Il caso rimane irrisolto.

### Esondazioni
Murwillumbah è protetta da una serie di argini, ma essi non proteggono tutte le parti della città dalle inondazioni più gravi. La peggiore, oltre quelle del 1954, 1956, 1974, 2008 e 2009, iniziò il 30 marzo 2017. Il fiume Tweed raggiunse i 6,2 metri dopo piogge di oltre 700 mm dovute al passaggio del ciclone tropicale Debbie. Ci fu un'estesa e grave inondazione con evacuazioni di massa dal sud di Murwillumbah e di altre aree site a basso livello e furono interrotti i collegamenti stradali sia da/versp nord che da/verso sud.
Nel marzo 1974 l'inondazione provocò l'evacuazione di duecento persone dalla città dopo il passaggio del ciclone tropicale Zoe che inondò la zona. Nel gennaio 2008, Murwillumbah e i suoi dintorni furono colpiti da una grave inondazione, mentre maggio 2009 più evacuazioni nella città e dintorni dopo molto intense piogge.

## Società

### Evoluzione demografia
Al censimento del 2016, la popolazione di Murwillumbah risultava di 9 245 abitanti, 52,5% femmine e 47,5% maschi. L'età media era di 45 anni, 7 in più della media nazionale.

### Etnie e minoranze straniere
L'81,1% della popolazione di Murwillumbah risultava nata in Australia. La distribuzione degli altri abitanti per luogo di nascita risultava:
- Inghilterra 3,4%,
- Nuova Zelanda 1,9%,
- India 0,8%,
- Scozia 0,4%
- Filippine 0,4%.

### Lingue e dialetti
L'89,2% della popolazione parlava l'inglese in casa; dopo, la lingua più comune era quella del Punjabi con l'1,2%, lo spagnolo 0,3%, l'italiano, 0,3%, il tagalog, 0,2% e il tedesco, lo 0,2%.

## Cultura
Murwillumbah è stata usata come ambientazione per il film del 2010 Lou, diretto da Belinda Chayko e interpretato da John Hurt.
La serie televisiva del romanzo Pastures of the Blue Crane, andata in onda sul canale ABC della televisione pubblica australiana, fu girata nel 1969 nella regione di Tweed. Nel 2018, la zona fu utilizzata per il set della serie Lunatics, distribuita dalla Netflix nel 2019, con la partecipazione di Chris Lilley. La città è vicina al luogo del reality TV show britannico I'm A Celebrity...Get Me Out Of Here e fu utilizzata come base dallo staff e dal cast che lavoravano per lo spettacolo

## Economia
A parte il turismo, l'industria principale della zona è la coltura della canna da zucchero. Lo zuccherificio nella vicina Condong era servito da numerosi tramway fino al 1973, quando fu introdotto il servizio meccanizzato di raccolta. Vi è anche qualche caseificio nella zona. Caffè, banane e frutti tropicali assortiti sono prodotti della zona. La seconda birreria della Stone & Wood Brewing Co. è stata ivi aperta nel 2014.

## Infrastrutture e trasporti

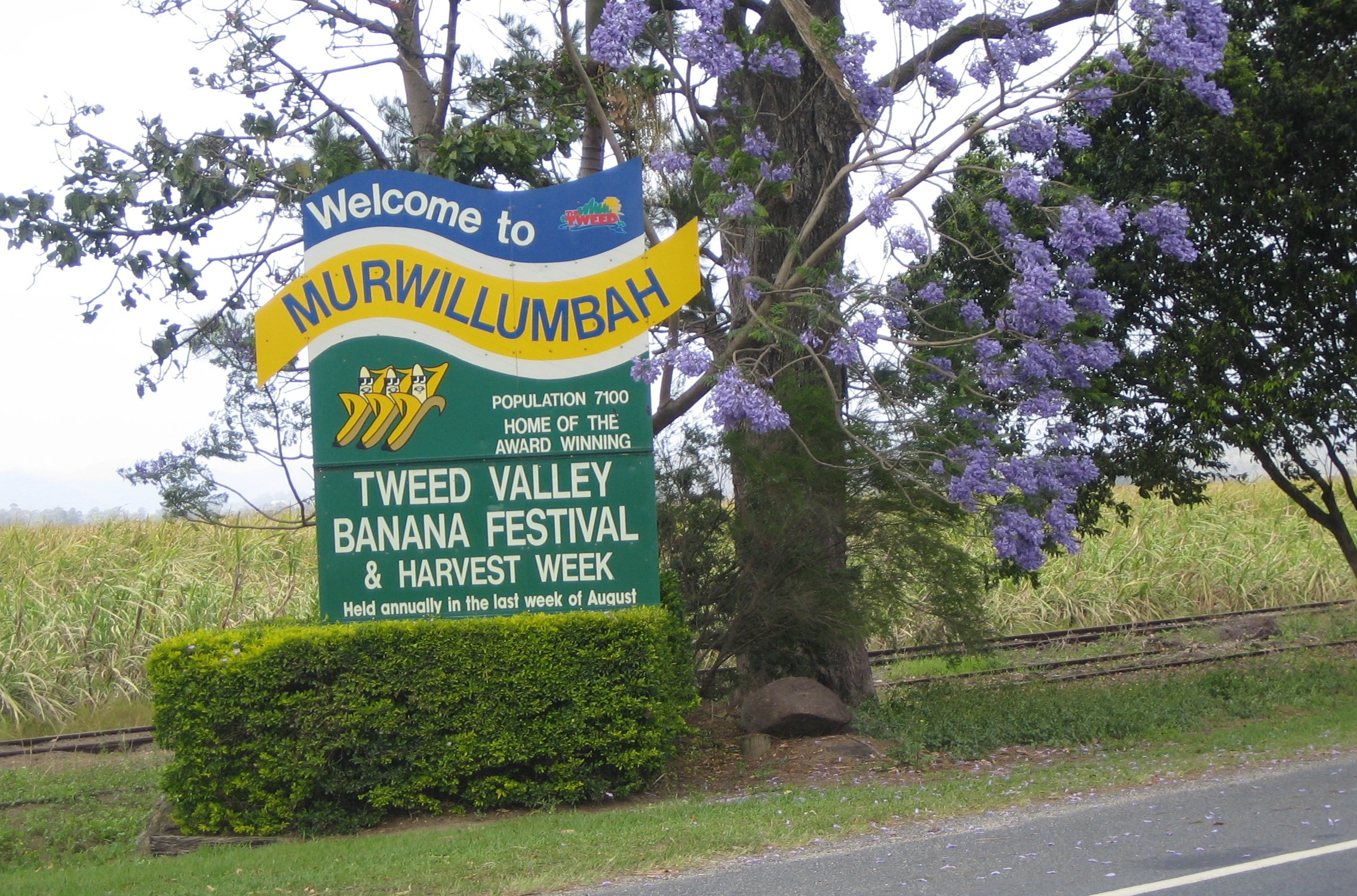
Cartello che indica Murwillumbah

L'Autostrada del Pacifico passava attraverso Murwillumbah sud, ma la città fu completamente bypassata quando la strada di 27 chilometri a doppia carreggiata da Yelgun a Chinderah fu aperta nell'agosto del 2002. La pre-esistente autostrada, ora significativamente più tranquilla, fu rinominata The Tweed Valley Way, ed è la principale via di accesso a Murwillumbah, sia da nord che da sud.
Una strada che porta a nordovest, molto panoramica, conduce lungo la Valle di Numinbah, attraverso le città di Chillingham, Numinbah e Natural Bridge. Una strada a sudovest delle città porta a Kyogle attraversando la città di Uki e passando vicino a Nimbin.
La stazione ferroviaria di Murwillumbah era il terminale del ramo ferroviario Casino–Murwillumbah e forniva un servizio giornaliero per la stazione di Sydney Centrale fino a quando fu chiusa nel 2004. Oggi i pullman della NSW TrainLink da e per la stazione ferroviaria di Casino forniscono il collegamento con Sydney, mentre la stazione stessa funge da ufficio informazioni per turisti.
Molti servizi di autobus forniscono la zona. La Murwillumbah Bus Company offre regolari servizi alla maggior parte della città, come anche per Condong e Uki, mentre la Parson's Bus Service collega i passeggeri con Pottsville, Cabarita Beach e Stokers Siding. La Gosel's Bus Service offre i servizi per Nimbin via Uki. La Singh's Bus Service collega la città a Chillingham, Tyalgum e Eungella.
La Surfside Buslines opera con un servizio di cadenza oraria per Tweed Heads via Terranora.
L'aeroporto di Murwillumbah, Whittle Field (codice ICAO, YMUR), prende il nome da un noto pilota di Spitfire della Seconda guerra mondiale, Bob Whittle. Non vi sono voli programmati ma la sua pista erbosa di 800 metri di lunghezza è di supporto all'Aero Club di Murwillumbah, e consente attività commerciali quali irrorazione di campi, riparazioni di velivoli, addestramento e voli per scene.

## Galleria d'immagini

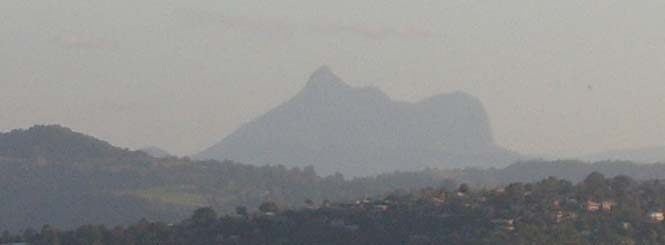
Vista del monte Warning
Via principale della città
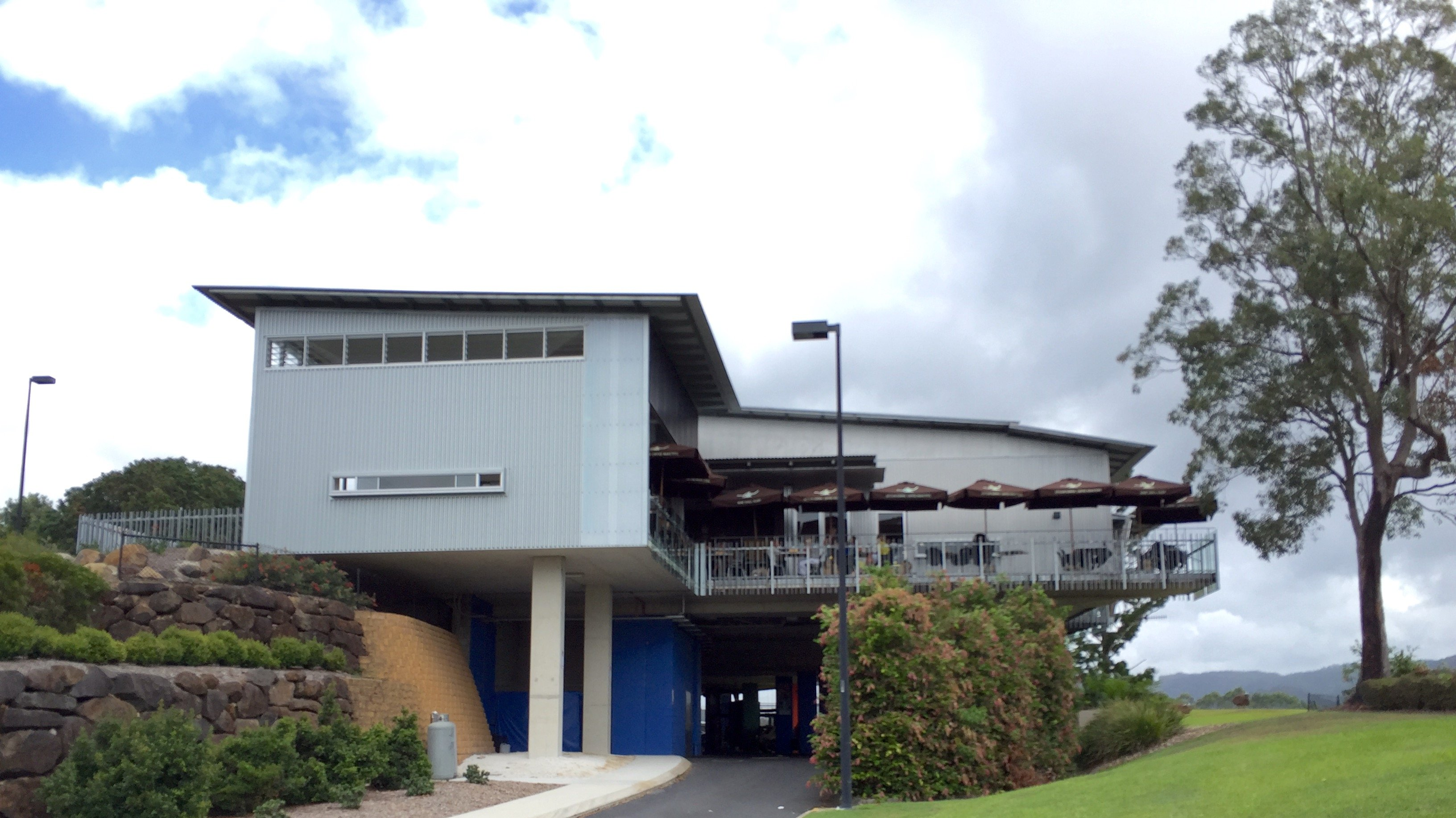
La vicina Tweed Regional Gallery